# Strongylopus kilimanjaro
Strongylopus kilimanjaro là một loài ếch thuộc họ Ranidae.
Đây là loài đặc hữu của Tanzania.
Môi trường sống tự nhiên của chúng là vùng cây bụi nhiệt đới hoặc cận nhiệt đới vùng đất cao và sông ngòi.